# Yashodharā
La principessa Yasodharā, o Bhaddakaccānā, Bimbadevī, Gopā o Rāhulamātā, «madre di Rāhula» (fl. VI-V secolo a.C.), era la figlia del re Suppabuddha (ovvero Daṇḍapāni) e di Pamitā, sorella del padre di Gautama, il re Suddhodana.
Il significato del nome Yasodhara (dal sanscrito e pāli yasas, gloria, splendore + dhara portatore, dal verbo dhri portare) è Portatrice di Gloria.

## Storia
Era la figlia di un capo dei Koliyā e fu data in moglie a suo cugino Siddhartha all'età di 16 anni. Subba Row afferma che il suo nome si riferisce ad uno dei tre poteri mistici (utpala-varna). All'età di 29 anni dette alla luce il loro unico figlio, cui venne dato il nome Rāhula. Lo stesso giorno della nascita, il marito abbandonò il palazzo per darsi alla vita ascetica. Appena comprese che il principe se ne era andato, Yasodharā venne sopraffatta dal dolore. Il palazzo, che era stato un luogo lussuoso per moltissimi anni, il suo conforto e la sua felicità, divenne improvvisamente come una prigione, e il suo unico sollievo rimase il bambino.
Venuta a sapere che il marito si stava dedicando ad una vita da asceta, decise di imitarlo, indossando una semplice veste gialla e consumando un unico pasto al giorno. Sebbene i suoi parenti le dissero che erano disposti a sostenerla, decise di rifiutare le offerte. Alcuni principi cercarono di sposarla, ma rigettò anche queste proposte. Durante i 6 anni in cui il principe rimase in cerca dell'illuminazione, la principessa Yasodharā cercò informazioni sulle sue azioni e si comportò allo stesso modo.
Quando Siddhattha, divenuto ormai un Buddha, visitò Kapilavatthu, Yasodharā non andò a incontrare il suo ex marito ma pensò: "Di sicuro se ho acquisito qualche virtù egli verrà da me". Un giorno, dopo il pasto, il Buddha, in compagnia di due dei suoi discepoli, entrò nella stanza di Yasodharā e sedette su una sedia pronta per lui. Venuta a sapere della visita, Yasodharā corse a lui, prostrandosi con la testa ai suoi piedi, mostrandogli riverenza e rispetto.
Qualche tempo dopo che suo figlio Rāhula era diventando un monaco novizio, entrò lei stessa nel Sangha e divenne un'arhat. Fu accolta come una bhikkhuni, essendo stata una delle cinquecento donne che seguirono Pajapati Gotami a supplicare il Buddha perché anche alle donne fosse concessa l'ordinazione monastica. Secondo la leggenda tra tutte le discepole donne fu quella che ottenne i maggiori poteri sovrannaturali. Morì all'età di 78 anni, 2 anni prima del Parinibbāna del Buddha.